# Ptinus speciosus
Ptinus speciosus là một loài bọ cánh cứng trong họ Ptinidae. Loài này được Broun miêu tả khoa học năm 1880.